# Antoine Hirsch
Anton (Antoine) Hirsch (Eich, 22 maart 1868 – Luxemburg-Stad, 11 augustus 1934) was een Luxemburgs architect, auteur, kunstschilder en schooldirecteur.

## Leven en werk
Antoine Hirsch was een zoon van Peter Hirch en Maria Magdalena Adrienne Busse.. Hij werd geboren in Eich, destijds een zelfstandige gemeente, sinds 1920 een van de stadsdelen van Luxemburg. Na de Industrieschool in Luxemburg studeerde hij ingenieur-architectuur in Luik en architectuur en kunstgeschiedenis in Aken. Hij werkte als ingenieur-architect in Augsburg, bij de firma Maus in Frankfurt am Main en was vervolgens directeur van een filiaal van de Frankfurter machinefabriek Riedinger in Boedapest.
Hirsch werd door minister van Staat Paul Eyschen in 1896 teruggehaald naar Luxemburg om zich te wijden aan de oprichting van de École d'artisans de l'État, de ambachtsschool in Luxemburg-Stad. Een jaar later werd hij benoemd tot eerste directeur. Onder zijn leiding verhuisde de uitdijende school in 1911 naar een voormalig jezuïetenhuis op de Limpertsberg. Hij was daarnaast voorzitter van de Association des Ingenieurs et Industriels luxembourgeois. Haagen was lid van de Cercle Artistique de Luxembourg (CAL) en was tussen 1901 en 1904 -als opvolger van Michel Engels- voorzitter van de CAL. Hij was oprichter van het nog bestaande tijdschrift Revue technique luxembourgeoise, waarin hij zelf ook publiceerde over kunst en kunstnijverheid. In 1906 publiceerde hij een Duits toneelstuk over Iwein een van de ridders van de Ronde Tafel in de verhalen rond koning Arthur. Hirsch trouwde met Cornélie Mihalovits (overleden 1910) en in 1913 met de Belgische Antoinette Jung. In 1929 werd hij benoemd tot officier in de Orde van de Eikenkroon.
Antoine Hirsch overleed op 66-jarige leeftijd. In Limpertsberg werd in 2015 besloten een straat naar hem te vernoemen. In 2018 bracht Post Luxembourg een postzegel ter herinnering aan Hirsch uit.

## Publicaties
- 1906 Iwein : Ein dramatisches Gedicht in drei Aufzügen.
- 1914 Bau- und Wohnprobleme der Gegenwart. Luxemburg: Imprimerie artistique luxembourgeoise Dr. M.Huss.
- 1925 Le Grand-Duché de Luxembourg à l'Expostion Internationale des Atrs décoratifs à Paris 1925. Met Paul Wurth.
- 1929 L’art des plaques de fourneau et de cheminée. La Collection Ed. Metz. Luxemburg: Imprimerie artistique luxembourgeoise Dr. M.Huss.

- Gemeinsame Normdatei: 1233746529
- International Standard Name Identifier: 0000 0000 8260 0894
- Library of Congress Control Number: n85006268
- Musée national d'archéologie, d'histoire et d'art: lkl002264
- Nationale Bibliotheek van Israël: 987007280037305171
- Nederlandse Thesaurus van Auteursnamen: 315480920
- Virtual International Authority File: 70347423
- WorldCat: E39PBJcRfchmddQDtPM7B6ptrq